# Macker Automobile Company
Macker Automobile Company war ein US-amerikanischer Hersteller von Automobilen.

## Unternehmensgeschichte
Die Brüder Melvin A. und Clarence Macker betrieben das Unternehmen in Westborough in Massachusetts. Sie stellten im Juni 1902 ihr erstes Fahrzeug her. Einige weitere Fahrzeuge folgten. Der Markenname lautete Macker. Noch 1902 endete die Produktion.

## Fahrzeuge
Das erste Fahrzeug hatte einen Ottomotor. Es hatte einen Aufbau als Runabout.
Einer der Käufer war ein Herr Whitcomb aus Worcester.